# Misery (roman)
Misery (1987) este un roman de groază psihologic de Stephen King. Romanul a fost nominalizat la Premiul World Fantasy pentru cel mai bun roman în 1988, și a fost adaptat într-un film Hollywood-ian omonim și o piesă de teatru cu același nume off-Broadway.

## Ecranizări
- Tortura (film), 1990, regia Rob Reiner, cu James Caan, Kathy Bates și Lauren Bacall
- în serialul de animație Family Guy se fac referiri la acest roman în sezonul 8, episodul 4